# العلاقات الرومانية مع النوبة

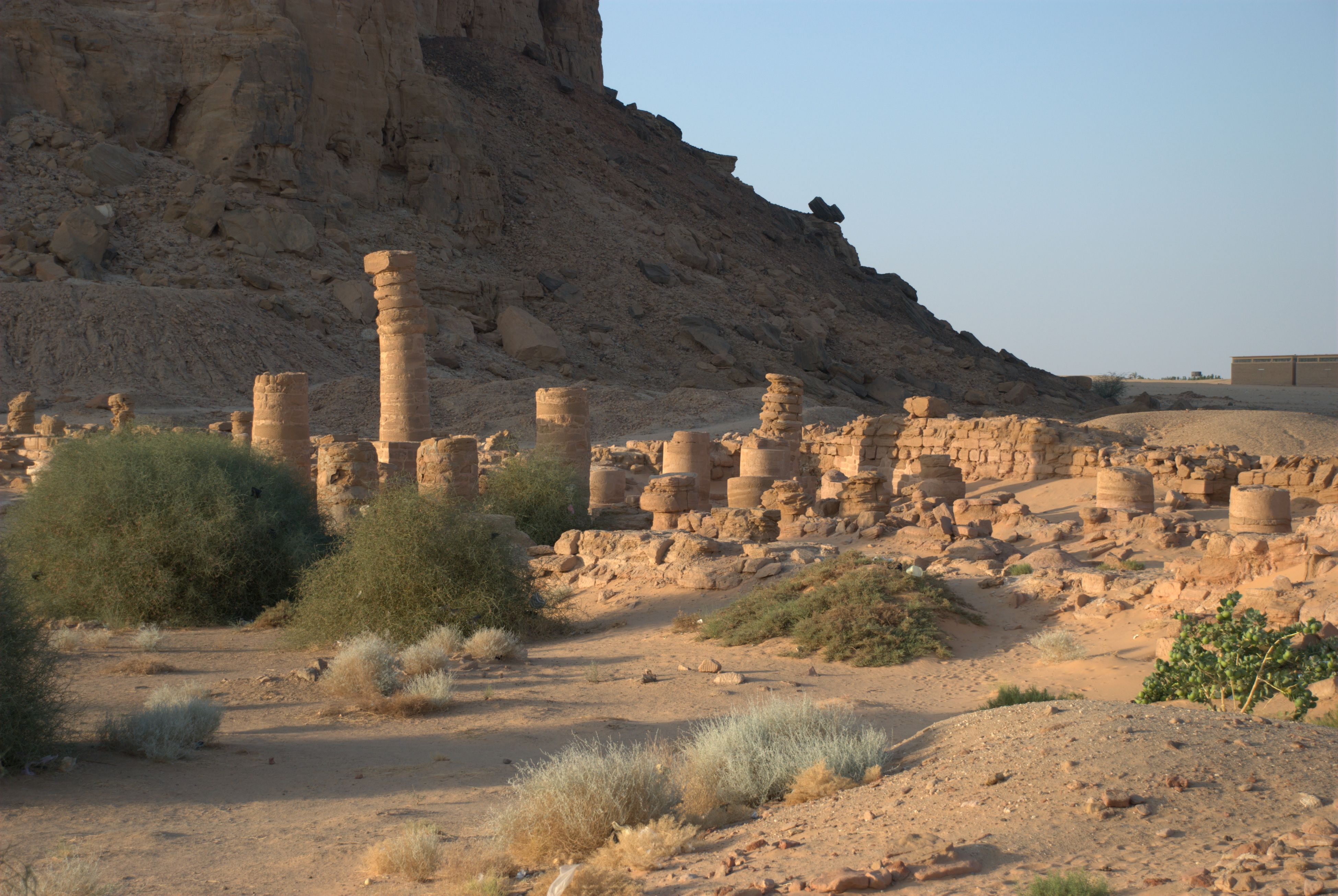
تم تدمير معبد آمو في نبتة من قبل الرومان في 22 قبل الميلاد

كانت هناك علاقة وتفاعل استمر ما يقرب من سبعة قرون بين الإمبراطورية الرومانية وكوش الأرض الواقعة جنوب مصر، من القرن الأول قبل الميلاد إلى القرن السادس الميلادي.

## تاريخ روما والنوبة
النوبة هي منطقة تاريخية حول نهر النيل، جنوب مصر، في المنطقة التي تسمى اليوم السودان. قبل العصر الروماني كان هناك في النوبة مملكة مروي، التي ازدهرت مع حضارة مصر القديمة.
أدى غزو روما لمصر إلى حدوث مناوشات وتوغلات حدودية من جانب مروي خارج الحدود الرومانية. في 23 قبل الميلاد، حاول الحاكم الروماني لمصر بوبليوس بترونيوس إنهاء الغارات المروية حيي غزا النوبة ردًا على الهجوم النوبي على جنوب مصر وقد نهب شمال المنطقة نبتة عام 22 قبل الميلاد. وردًا على ذلك، عبر النوبيون الحدود الدنيا لمصر ونهبوا العديد من التماثيل (من بين أشياء أخرى) من المدن المصرية بالقرب من الشلال الأول لنهر النيل بأسوان. استعادت القوات الرومانية في وقت لاحق العديد من التماثيل وهي سليمة، وأعيدت أخرى في أعقاب معاهدة السلام الموقعة في عام 22 قبل الميلاد بين روما ومروي. ومع ذلك، فقد تم دفن أحد الرؤوس المنهوبة، من تمثال الإمبراطور أغسطس، تحت خطوات المعبد.
في كتاب "أفعال أغسطس الإلهي"، ادعى أغسطس أن «اختراقًا قد حصل حتى مدينة نبتة، بجوار مروي...»
استقرت مروي في النهاية على علاقة تجارية سليمة مع روما والبحر الأبيض المتوسط. ومع ذلك، بدأت مملكة مروي في التلاشي كقوة بحلول القرن الأول أو الثاني بعد الميلاد، بعد أن خربتها الحرب مع مصر الرومانية، وتدهورت صناعاتها التقليدية، وتعرضت للهجمات المدمرة المتزايدة من البليميين.
في الواقع، في نهاية القرن الثاني الميلادي، احتل نوباتيا الضفة الغربية للنيل في شمال كوش. يُعتقد أنها كانت واحدة من عدة فرق مسلحة تسليحًا جيدًا من المحاربين والتي حملت الخيول والإبل الذين باعوا خفة حركتهم إلى السكان المرويين من أجل الحماية؛ في النهاية تزاوجوا وأرسوا أنفسهم بين الشعب المروي كطبقة أرستقراطية عسكرية. كانت روما تدعم نوباتا حتى القرن الخامس تقريبًا، واستخدمت مروي كمنطقة عازلة بين مصر والبليميين. في هذه الأثناء، انتهت المملكة المروية القديمة بسبب توسع مملكة أكسوم الإثيوبية القوية إلى الشرق. وبحلول عام 350 بعد الميلاد، استولى ملك أكسوم عيزانا على مدينة مروي ودمرها، منهيًا الوجود المستقل للمملكة، واحتل أراضيها في شمال السودان الحديث.

## دولة عميلة لروما؟
لم يسيطر الرومان على النوبة أبدًا، ولكن ربما كان هناك «دولة عميلة» لروما في شمال النوبة في عهد أغسطس.
يصف سترابو الحرب مع الرومان في القرن الأول قبل الميلاد. بعد الانتصارات الأولية لكنداكة أماني ريناس ضد مصر الرومانية، فقد هُزم الكوشيين في شمال النوبة ونُهبت نبتة. ومن اللافت للنظر أن تدمير عاصمة نبتة لم يكن ضربة قاسية للكوشيين ولم يخيف كنداكة بدرجة كافية لمنعها من الانخراط مرة أخرى في قتال مع الجيش الروماني. في الواقع، يبدو أن هجوم بترونيوس ربما كان له تأثير حيوي على المملكة. فبعد ثلاث سنوات فقط، في عام 22 قبل الميلاد، تحركت قوة كوشية كبيرة شمالًا بنية مهاجمة قصر إبريم. وبعد وصول الخبر إليه، سار بيترونيوس مرة أخرى جنوبًا وتمكن من الوصول إلى قصر إبريم وتعزيز دفاعاته قبل وصول الكوشيون الغزاة. ومع أن المصادر القديمة لا تقدم وصفًا للمعركة التي تلت ذلك، إلا أننا نعرف أن الكوشيين أرسلوا، في مرحلة ما، سفراء للتفاوض على تسوية سلمية مع بترونيوس وربما قبلوا وضعًا مثل «دولة عميلة» لروما. ولكن بنهاية الحملة الثانية بعد سنوات أخرى من القتال، لم يكن بترونيوس في حالة مزاجية للتعامل مع الكوشيين. نجح الكوشيون في التفاوض على معاهدة سلام بشروط مواتية، ثم زادت التجارة بين البلدين.
من المحتمل أن الإمبراطور الروماني نيرو خطط لمحاولة أخرى لغزو كوش بالكامل قبل وفاته عام 68 بعد الميلاد.
بدأت كوش تتلاشى كقوة بحلول القرن الأول أو الثاني بعد الميلاد، التي خربتها الحرب مع المقاطعة الرومانية في مصر وتدهور صناعاتها التقليدية.
في النوبة، بدأت المسيحية تنتشر على الديانة الفرعونية القديمة منذ أول اتصال مع الرومان المسيحيين، وبحلول منتصف القرن السادس الميلادي انتهت مملكة كوش / مروي، وحلت محلها ممالك المقرة، ونوباتيا، ومملكة علوة.

## قائمة المراجع
- Edwards, David N. (2004). The Nubian Past. London: Routledge. pp. 348 Pages. (ردمك 0-415-36987-8).
- Leclant, Jean (2004). The empire of Kush: Napata and Meroe. London: UNESCO. pp. 1912 Pages. (ردمك 1-57958-245-1).